# Раде Верговић
Радомир Раде Верговић (Ужице, 1939 —  Ужице, 21. мај 2025) био је српски сликар и глумац. 

## Биографија
Рођен је у Ужицу 1939. године. У младости је био врстан гимнастичар, а потом и талентовани глумац. За животно опредељење је одабрао сликарство. Дипломирао је на Вишој педагошкој школи, а затим и на Академији примењених уметности у Београду.
Радио је у ужичким „Вестима” као ликовни и технички уредник, био је директор штампарије „Рујно”. Добитник је најзначајније еснафске награде УЛУПУДС за животно дело. Са Верговићевим делима публика се упознала на 40 самосталних и око 200 колективних изложби.
Српској и југословенској публици је остао у памћењу по филму из 1958. године Врата остају отворена редитеља Франтишека Чапа. Играо је главну улогу уз Милену Дравић, којој је то био први филм у каријери. Имао је још једну епизодну улогу у филму Наш ауто, након чега се у потпуности посветио сликарству. У јуну 2018. године одржао је ретроспективну изложбу, на којој је било око 300 експоната, уља на платну, цртежа, графика, карикатура, графичких решења за књиге и новине, насталих од 1960. до 2018. године.
Преминуо је 21. маја 2025. године.